# Denkmalsiedlung
Die Denkmalsiedlung ist ein Wohnplatz auf der Gemarkung des Külsheimer Stadtteils Hundheim im Main-Tauber-Kreis im fränkisch geprägten Nordosten Baden-Württembergs. Der Wohnplatz erhielt seinen Namen durch ein Denkmal vor Ort, das für die beim Gefecht bei Hundheim am 23. Juli 1866 gefallenen badischen Soldaten errichtet wurde.

## Geographie
Die Denkmalsiedlung befindet sich etwa einen Kilometer nordnordwestlich von Hundheim. Die Gemarkung wird durch den Frankengraben und den Münchfeldgraben entwässert.

## Geschichte
Die Geschichte der Denkmalsiedlung ist seit deren Entstehung vergleichbar mit der Geschichte von Hundheim, zu dessen Gemarkung der Wohnplatz gehört. Am 1. Juli 1971 wurde Hundheim wiederum in die Stadt Külsheim eingemeindet.

## Kleindenkmale

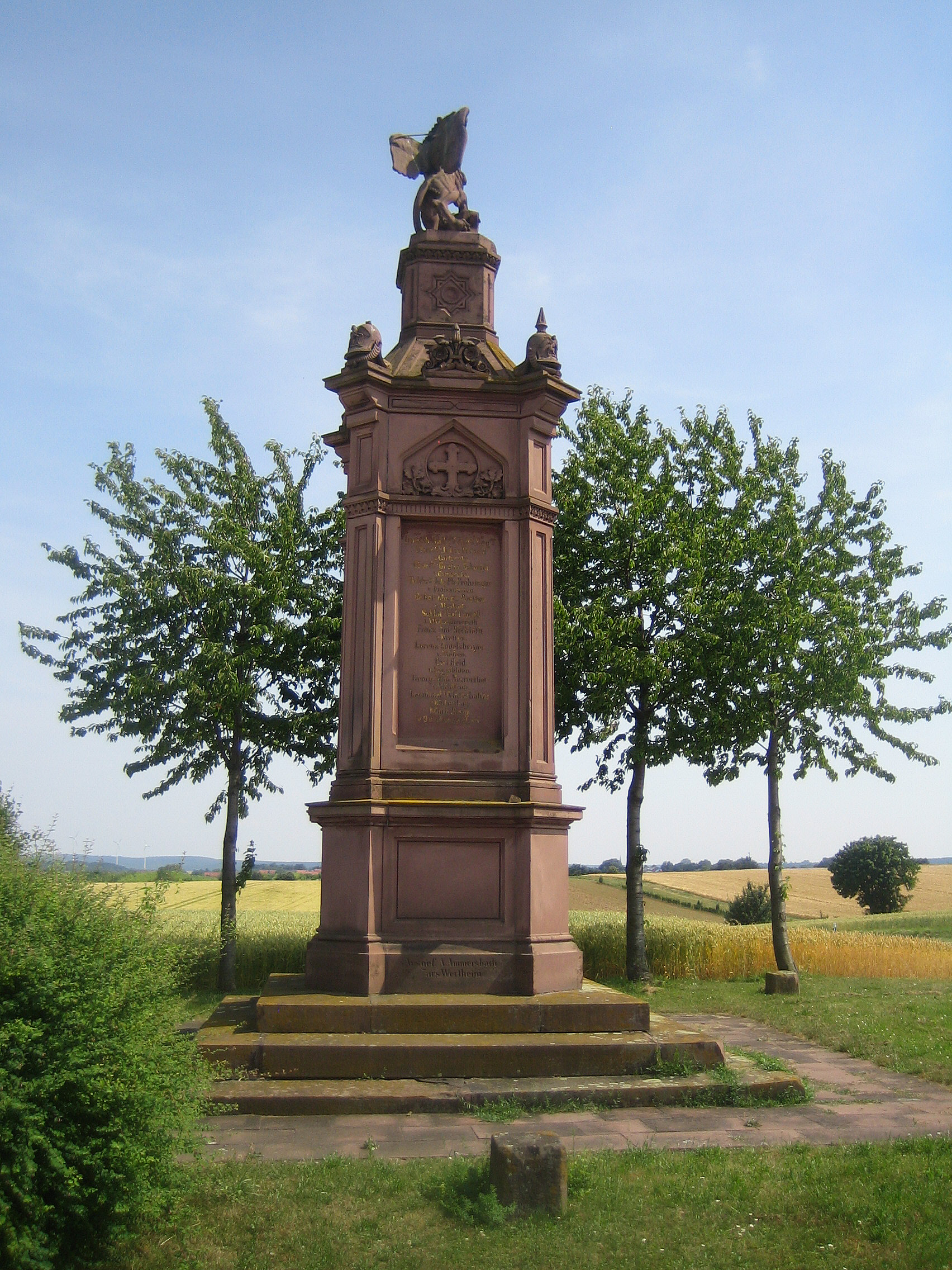
Denkmal für die im Gefecht bei Hundheim gefallenen badischen Soldaten

Das folgende, für den Wohnplatz namengebende Kleindenkmal befindet sich am Wohnplatz:
- Kleindenkmal Nr. 23 (Hundheim): Denkmal für die im Gefecht bei Hundheim am 23. Juli 1866 gefallenen badischen Soldaten; das Denkmal wurde von A. Ammersbach aus Wertheim 1867 in Sandstein ausgeführt. Auf zwei Seiten des Denkmals sind Namen, Herkunftsort und Truppeneinheit von insgesamt 21 im Gefecht gefallenen oder im Nachgang an den Verletzungen verstorbenen Soldaten aufgeführt.

## Verkehr
Der Ort ist über die L 508 zu erreichen. Am Wohnplatz befindet sich die gleichnamige Straße Denkmalsiedlung.